# Галерея Арацци
Галерея Арацци (Galleria degli Arazzi — «Галерея шпалер») — одна из галерей Superiori в папском дворце в Ватикане.
Здесь выставлены десять фламандских шпалер, созданных по картонам учеников Рафаэля на Брюссельской мануфактуре Питера ван Альста. Шпалеры были вывешены в Сикстинской капелле в 1531 году, а в 1838 году были перенесены в эту галерею.